# Solitary (Izgubljeni)
Solitary je deveta epizoda prve sezone televizijske serije Izgubljeni. Režirao ju je Greg Yaitanes, a napisao David Fury. Prvi puta se emitirala 17. studenog 2004. godine na televizijskoj mreži ABC. Glavni lik radnje epizode je Sayid Jarrah (Naveen Andrews). 

## Radnja

### Prije otoka
Sayid muči zarobljenika osumnjičenog za postavljanje bombe. Kada izađe iz prostorije prepoznaje drugog zarobljenika, odnosno zarobljenicu. Njegov nadređeni mu naređuje da započne mučiti i nju dok mu ne da potrebne odgovore. Sayid otkriva da je ta djevojka Nadia (Andrea Gabriel), njegova prijateljica iz djetinjstva. Ona mu otkriva da su je i ranije mučili i da ju ništa što Sayid učini može natjerati da progovori. Omar, Sayidov prijatelj i nadređeni govori mu da je pogubi. On joj stavlja lisice i vreću preko glave. Kada ostanu sami on je oslobađa i govori joj kako da pobjegne. Njegov nadređeni ga u tom trenutku vidi i pokuša ih oboje ubiti, ali ga Sayid ubija prvi. U prvi mah Nadia pomisli da će sad i on morati s njom bježati, ali on si puca u nogu i govori joj da ode prije nego dođu pojačanja kako bi sve ličilo na to da je Nadia zapravo bila ta koja je pobjegla sama. 

### Na otoku
Dvanaesti je dan nakon nesreće, 3. listopada 2004. godine, a Sayid na plaži pronalazi tajanstveni kabel koji iz oceana ulazi u džunglu. Odluči ga pratiti i ubrzo završi u zamci. Pojavljuje se tajanstvena Francuskinja (Mira Furlan) koja ga prvo oslobađa iz mreže, a nakon toga odvodi u svoj bunker i veže za krevet. Ispituje ga gdje je Alex, a nakon što Sayid kaže da ne zna tko je to ona ga muči elektrošokovima. On joj ubrzo ispriča sve o padu zrakoplova i o radio poruci Francuskinje kojeg su uhvatili nedugo nakon nesreće. Francuskinja se tada predstavi - Danielle Rousseau - i kaže da je ona ta koja je poslala taj signal. 
Sljedećeg dana u kampu svi su nervozni. John Locke (Terry O'Quinn) i njegov novi partner za lov Ethan Rom (William Mapother) daju prtljagu koju su pronašli Hugu "Hurleyju" Reyesu (Jorge Garcia). On istražuje prtljagu i pronalazi palice za golf. Sljedećeg jutra, Hurley gradi umjetno golf igralište kako bi podignuo moral preživjelima.
Rousseau upita Sayida za Nadiju, a on joj odgovara da je ona mrtva zbog njega. Rousseau mu potom pokazuje razbijenu glazbenu kutiju, a on joj odgovara da bi je mogao popraviti. Rousseau mu otkriva da je ona bila dijelom znanstvene ekspedicije koja je doživjela brodolom blizu otoka na tri dana od Tahitija. Identificira Druge (stanovnike otoka) kao nosioce zaraze od koje su oboljele njezine kolege te također napominje da Drugi šapću u džungli premda ih ona sama nikada nije vidjela. Sayid joj ne vjeruje, ali nastavlja popravljati glazbenu kutiju. Kada završi, upita Rousseau može li ga sada pustiti. Odmah potom začuju zvukove koji dopiru izvana i Rousseau ostavlja Sayida samog.
Sayid pobjegne iz njezinog bunkera i dok je nema ugrabi pušku i njezine bilješke o otoku. Rousseau ga pronalazi i Sayid odluči pucati u nju, ali puška ne opali. Rousseau mu kaže da je iz puške uklonila iglu te da je Robert - njezin pokojni suprug - napravio istu pogrešku prije nego što ga je ubila. Potom otkriva da je ona bila ta koja je pobila članove ekspedicije kako bi spriječila bolest da se raširi svijetom. Sayid ju ipak nagovara da ga pusti, ali prije nego ode upita je tko je Alex. Rousseau mu odgovara da je to njezina kćerka. Dok pokušava pronaći put natrag do kampa, Sayid čuje šapate o kojima mu je Rousseau pričala.

## Gledanost i kritike
Epizodu Solitary gledalo je 17.64 milijuna Amerikanaca na ABC-u. U kritici epizode, Chris Carabott iz IGN-a komentirao je da se Rousseau ovdje činila puno emocionalno nestabilnijom nego u kasnijim sezonama te da je bila poput "zapete puške". Carabott je zaključio da kako je serija išla naprijed i kako se postepeno otkrivala tajna njezinog lika, Rousseau više nije mogla odglumiti jednako snažno kao što je to mogla u svom prvom pojavljivanju na ekranu.

## Vanjske poveznice
- "Solitary"[neaktivna poveznica] na ABC-u